# Кърк Мичъл
Кърк Мичъл (на английски: Kirk Mitchell) е американски писател на произведения в жанра научна фантастика (пътуване във времето), исторически роман (алтернативна история), криминален роман и романизации на известни филми. Писал е и под псевдонима Джоел Норст (Joel Norst).

## Биография и творчество
Кърк Джон Мичъл е роден на 22 март 1950 г. в Пасадена, Калифорния, САЩ. Следва английска филология и завършва с отличие от Университета в Редландс. После се обучава в Академията за шерифи на окръг Сан Бернардино.
Служи като помощник-шериф в индианския резерват в източната част на Сиера Невада, където работи като пустинен полицейски патрул с племената на паютите, шошони и команчи. Работата предизвиква постоянния му интерес към културите на тези народи и към съвременния им племенен живот. Завършва кариерата си на служител на реда като сержант в специалните части (SWAT) в Южна Калифорния. Посвещава се на писателската си кариера от 1983 г.
Първият му роман „Procurator“ (Прокуратор) от едноименната поредица е издаден през 1984 г. В поредицата представя алтернативна история на Древния Рим, който все още съществува в наши дни, и неговите войни с модерни средства с ацтеки и китайци.
После се насочва към романизация на филмови блокбъстъри, научната фантастика (романа за пътуване във времето „Никога Твен“), и преминава към писане на криминална литература.
През 1994 г. е издаден романа му „Shadow on the Valley“ (Сянка в долината), историческа детективска история, чийто сюжет е разположен във времето на Гражданската война, и разказва за разследването на еврейски и южен офицер, който се опитва да разкрие сериен убиец атакуващ пацифисти от германски произход, членове на баптистка църква. След него издава поредицата „Ди Лагер“, в който герой е Доминик Лагер, рейнджър от Бюрото за управление на земята на САЩ, нает от правителството на САЩ да разследва и защити екологичния баланс на дивите райони на Сиера Невада.
В поредицата си „Емет Паркър и Ана Турнипсийд“ от 1999 г. представя историите на инспектора от Бюрото по индианските въпроси Емет Паркър и агента на ФБР, индианката Ана Турнипсийд, които разследват убийства и други престъпления в резерватите, като поставя проблема за статута на американските индианци в западната част на САЩ.
Кърк Мичъл живее със семейството си в Сиера Невада в Гарднървил, Невада.

## Произведения

### Самостоятелни романи
- A. D. Anno Domini (1985)
- The Delta Force (1986) – като Джоел Норст
- Lethal Weapon (1987) – като Джоел Норст
- Never the Twain (1987)
- Colors (1988) – като Джоел Норст
- Black Dragon (1988)
- Mississippi Burning (1988)
- With Siberia Comes a Chill (1990)
- Backdraft (1991)
- Shadow on the Valley (1994)
- Blown Away (1994)
Взрив, изд. „Атика“ (1995), прев. Георги Марков
- Fredericksburg (1996)

### Серия „Прокуратор“ (Procurator), или „Германик“
1. Procurator (1984)
2. The New Barbarians (1986)
3. Cry Republic (1989)

### Серия „Ди Лагер“ (Dee Laguerre)
1. High Desert Malice (1995)
2. Deep Valley Malice (1996)

### Серия „Емет Паркър и Ана Турнипсийд“ (Emmett Parker and Anna Turnipseed)
1. Cry Dance (1999)
2. Spirit Sickness (2000)
3. Ancient Ones (2001)
4. Sky Woman Falling (2003)
5. Dance of the Thunder Dogs (2004)